# Peccania arizonica
Peccania arizonica är en lavart som först beskrevs av Edward Tuckerman, och fick sitt nu gällande namn av Herre. Peccania arizonica ingår i släktet Peccania och familjen Lichinaceae.   Inga underarter finns listade i Catalogue of Life.